# MPSB 11–15
Die Lokomotiven MPSB 11–15 der Lokomotivfabrik Jung wurden 1895 an die Mecklenburg-Pommersche Schmalspurbahn (MPSB) geliefert und wurden im gemischten Betrieb verwendet. Sie wurden 1900 mit einer hinteren Laufachse versehen und waren bis 1945 im Einsatz. Die letzten Lokomotiven mussten nach dem Zweiten Weltkrieg als Reparationen an die UdSSR abgegeben werden. Ihr weiteres Schicksal ist nicht bekannt.

## Geschichte
Nachdem der Lokhersteller Jung 1893 mit der MPSB 8 eine erste Lokomotive an die MPSB geliefert hatte, entwickelte sich die Firma zum bevorzugten Lieferanten für die Gesellschaft, die Strecken mit der Spurweite 600 mm befuhr. Die Lokomotiven wurden nach Friedland geliefert, der Preis pro Lok betrug 10.000 Mark. Die Zylinder wurden höher als sonst üblich angelegt, um genügend Profilfreiheit auf dem einfachen und niedrigen Oberbau zu haben.
Nachteilig erwies sich der große hintere Überhang. Auf Vorschlag des Herstellers wurde deshalb unter dem Führerhaus eine zusätzliche als Bisselachse ausgeführte Laufachse eingebaut. 1934 und 1935 waren zwei Lokomotiven für Baustofftransportzüge nach Berlin und Torgelow ausgeliehen. Im März 1935 schied mit der nun als 23 bezeichneten die erstgelieferte Lokomotive aus. Die anderen Lokomotiven, nunmehr als 15, 24, 25 und 27 bezeichnet, waren bis 1945 im Einsatz. Durch die Kriegsereignisse nach dem Zweiten Weltkrieg sind sie als Reparationen an die UdSSR abgegeben worden.

## Konstruktion
Die leichten Lokomotiven waren mit einem Außenrahmen ausgerüstet, in dem die Achsen fest gelagert waren. Der geringe Achsstand der Loks garantierte eine gute Kurvenläufigkeit, neigte aber zum Nicken und Schlingern. Deshalb wurde die zusätzliche Laufachse eingebaut. Der Wasser- und Kohlenvorrat wurde in den seitlichen Kästen neben dem Kessel gebunkert. Um den Aktionsradius der Loks auf dem weitreichenden Streckennetz der MPSB zu vergrößern, waren die Loks zusätzlich mit einem zweiachsigen Schlepptender versehen.
Der Kessel bestand aus zwei Schüssen. Auf dem vorderen saß der Dampf- und auf dem hinteren der rechteckige Sanddom. Der Stehkessel besaß eine kupferne genietete Feuerbüchse. Ursprünglich waren die Lokomotiven mit einem Funkenfängerschornstein ausgerüstet, der später entfernt wurde. Die Lokomotive 12 soll als Verbunddampflokomotive umgebaut worden sein, dafür sind jedoch keine Belege vorhanden.
Zur weiteren Ausrüstung der Loks gehören ein Sicherheitsventil Bauart Meggenhofen, ein Ejektor Bauart Körting und ein Dampfläutewerk. Zur ursprünglich vorhandenen Wurfhebelbremse kam später eine Saugluftbremse Bauart Körting hinzu.